# Гуткі (Люблінське воєводство)
Гуткі (пол. Hutki) — село в Польщі, у гміні Краснобруд Замойського повіту Люблінського воєводства. Населення — 330 осіб (2011).

## Історія
За даними етнографічної експедиції 1869—1870 років під керівництвом Павла Чубинського, у селі переважно проживали польськомовні римо-католики, меншою мірою — греко-католики, які також розмовляли польською.
У 1975—1998 роках село належало до Замойського воєводства.

## Демографія
Демографічна структура станом на 31 березня 2011 року:
|          | Загалом | Допрацездатний вік | Працездатний вік | Постпрацездатний вік |
| -------- | ------- | ------------------ | ---------------- | -------------------- |
| Чоловіки | 168     | 34                 | 115              | 19                   |
| Жінки    | 162     | 26                 | 98               | 38                   |
| Разом    | 330     | 60                 | 213              | 57                   |